# Adrian Piț
Adrian Florin Piț (n. 16 iulie 1983) este un fotbalist român, care joacă pentru Viitorul Constanța, în România. Evoluează pe postul de mijlocaș stânga. În România a jucat pentru UTA și U Cluj.
La echipele UTA Arad și Bellinzona a jucat alături de Cristian Ianu și a purtat tricoul cu numărul 10. A semnat un contract pe un an, ulterior extins, cu AS Roma, venind din a doua ligă de fotbal din Elveția ca jucător liber de contract. Piț a fost împrumutat la echipa de Serie B Pisa pentru sezonul sezonul 2008-2009. Dar în februarie 2009, împrumutul a fost reziliat.
În vara anului 2010 și-a reziliat contractul cu AS Roma și a semnat o înțelegere pentru trei sezoane cu Universitatea Cluj. După venirea antrenorului Ionuț Badea însă, Piț nu a mai intrat în primul 11 al clujenilor și în ianuarie 2011, după doar șase luni din contract, a fost dat afară. Nu a fost prea mult timp liber de contract, mărind legiunea de români de la Khazar Lankaran, echipă pregătită de Mircea Rednic.